# Espin (månekrater)
Espin er et nedslagskrater på Månen. Det befinder sig på Månens bagside lige bag den nordøstlige rand og er opkaldt efter den britiske astronom Thomas H.E.C. Espin (1858 – 1934).
Navnet blev officielt tildelt af den Internationale Astronomiske Union (IAU) i 1970. 

## Omgivelser
Espinkrateret ligger vest-sydvest for det større Seyfertkrater og nordvest for Deutschkrateret.

## Karakteristika
Krateret er nedslidt med stærk beskadigelse langs den nordlige rand, hvor der ligger adskillige små kratere langs den. Også over den sydlige rand ligger et krater. Den nordlige del af kraterbunden er noget irregulær, mens den er mere jævn mod syd. En stråle fra Giordano Brunokrateret mod nord-nordvest når ind over det vestlige indre af Espinkrateret.

## Satellitkratere
De kratere, som kaldes satellitter, er små kratere beliggende i eller nær hovedkrateret. Deres dannelse er sædvanligvis sket uafhængigt af dette, men de får samme navn som hovedkrateret med tilføjelse af et stort bogstav. På kort over Månen er det en konvention at identificere dem ved at placere dette bogstav på den side af satellitkraterets midte, som ligger nærmest hovedkrateret. Espinkrateret har følgende satellitkratere:
| Espin | Længde  | Bredde   | Diameter |
| ----- | ------- | -------- | -------- |
| E     | 28,3° N | 111,3° Ø | 35 km    |

## Måneatlas
- Billeder af Espinkrateret i LPI-måneatlasset